# 伊勢市立二見浦小学校
伊勢市立二見浦小学校（いせしりつふたみうらしょうがっこう）は、三重県伊勢市にある公立小学校。

## 概要
2017年（平成29年）4月1日に伊勢市立二見小学校と伊勢市立今一色小学校を統合して開校した。校地は旧二見小学校を継承した。その後、2023年(令和5年)に同市光の街に伊勢市立二見中学校との同一校舎が完成し、同中学校と共に移転した。なお、同一校舎に小中学校が併設されるのは市内初である。
- 校地面積：12,228 m2
- 構成
  - 校舎：3階建 面積 2,987 m2
  - 運動場：面積 7,670 m2
  - 体育館：面積 756 m2
  - プール：面積 39.0 m×24.0 m（大プール：25.0 m×13.0 m、小プール：18.0 m×4.0 m）[1]

## 旧二見小学校
伊勢市立二見小学校（いせしりつ ふたみしょうがっこう）は、三重県伊勢市二見町荘にあった公立小学校。

### 旧二見小学校の沿革
- 1874年（明治7年）4月7日 - 山田原村に山田原学校が創立する。
- 1874年（明治7年）11月1日 - 三津村に移転し三津学校と改称する。
- 1874年（明治7年）11月 - 山田原学校から荘村が分かれ、西村と連合して荘学校が開設する。
- 1875年（明治8年）6月 - 今一色村に今一色学校が創立する。
- 1875年（明治8年）9月30日 - 松下村に松下学校が創立する。
- 1875年（明治8年）10月1日 - 江村に江村学校が創立する。
- 1883年（明治16年）5月28日 - 今一色村と西村が連合して今一色学校が高城学校と改称する。
- 1883年（明治16年）11月17日 - 三津学校と荘学校が合併し雙鑑学校となる。校名の「雙鑑」は、頼襄（頼山陽）作の「雙鑑浦観日出歌」に由来する。
- 1884年（明治17年）4月 - 松下学校と江村学校が合併し江松学校となる。
- 1885年（明治18年）5月13日 - 雙鑑学校、高城学校、江松学校が合併し養裁学校となる。
- 1887年（明治20年）4月1日 - 養裁学校が尋常小学校資格となる。松下村に松下小学簡易科授業所、今一色村に今一色小学簡易科授業所を設置する。
- 1892年（明治25年）4月1日 - 二見第一尋常小学校と改称する。松下村に二見第二尋常小学校、今一色村に二見第三尋常小学校を設置する。
- 1902年（明治35年）4月1日 - 二見第一尋常小学校に高等科を併置して、二見第一尋常高等小学校と改称する。
- 1908年（明治41年）4月1日 - 東二見村に二見尋常高等小学校、西二見村に西二見尋常高等小学校が設立する。
- 1908年（明治41年）8月1日 - 二見町を第一学区と第二学区（今一色）に分割し、第一学区に二見尋常高等小学校と分教場（松下）を置く。
- 1936年（昭和11年）7月10日 - 校舎を移転する。（現在は二見公民館および二見体育館がある地域）
- 1941年（昭和16年）2月 - 国民学校令の施行に伴い、二見町二見国民学校と改称する。
- 1947年（昭和22年）4月 - 学校教育法の施行に伴い、二見町立二見小学校と改称する。
- 1955年（昭和30年）6月 - 松下分校を新築する。
- 1961年（昭和36年）2月6日 - 伊勢湾台風の復旧工事として、講堂が完成する[2]。
- 1970年（昭和45年）7月1日 - 松下分校が廃止、本校に統合する[3]。
- 1971年（昭和46年）10月4日 - 現在地に校舎を新築移転する[4]。
- 1973年（昭和48年）3月10日 - 体育館が完成する[5]。
- 2005年（平成17年）3月28日 - プールが完成する[1]。
- 2005年（平成17年）11月1日 - 二見町等の市町村合併による新・伊勢市の発足に伴い、伊勢市立二見小学校と改称する。
- 2007年（平成19年）4月1日 - 3学期制から2学期制に移行する。
- 2017年（平成29年）3月31日 - 閉校。

## 旧今一色小学校
伊勢市立今一色小学校（いせしりつ いまいしきしょうがっこう）は、三重県伊勢市二見町今一色にあった公立小学校。三重交通バス 伊勢市駅、宇治山田駅から「今一色行き」に乗車、「今一色小学校前」下車徒歩約5分のところにあった。校地面積は7,908 m2で、校舎は鉄筋コンクリート2階建の1,590 m2、講堂は鉄骨造地上1階地下1階建ての203 m2、プールは25 m×6コースで554 m2、運動場は4,338 m2であった。

### 旧今一色小学校の沿革
- 1875年6月 - 今一色村に今一色学校が創立する。
- 1883年5月28日 - 西村と連合し、高城学校と改称する。
- 1885年5月13日 - 養裁学校第一分校となる。
- 1887年4月1日 - 今一色小学簡易科授業所となる。
- 1892年4月1日 - 二見第三尋常小学校となる。
- 1908年4月1日 - 西二見尋常高等小学校の分教場となる。
- 1908年8月1日 - 今一色尋常小学校となる。
- 1928年5月 - 高等科を併置して、今一色尋常高等小学校と改称する。
- 1941年4月1日 - 国民学校令の施行に伴い、二見町今一色国民学校と改称する。
- 1947年4月1日 - 学校教育法の施行に伴い、二見町立今一色小学校と改称する。
- 1961年12月 - 講堂が完成する。
- 1970年1月 - 鉄筋コンクリート2階建の校舎が完成する。
- 1973年7月 - プールが完成する。
- 2005年11月1日 - 二見町等の市町村合併による新・伊勢市の発足に伴い、伊勢市立今一色小学校と改称する。
- 2006年4月1日 - 3学期制から2学期制に移行する。
- 2017年（平成29年）3月31日 - 閉校。

### 旧今一色小学校の周辺
- 伊勢市立高城保育園
- 高城神社

## 通学区
旧二見小学校区
- 二見町松下
- 二見町江
- 二見町三津
- 二見町茶屋
- 二見町荘
- 二見町山田原
- 二見町光の街
- 二見町溝口
- 二見町西の一部

※伊勢市立の小学校及び中学校の就学すべき学校の指定に関する規則による。
旧今一色小学校区
- 二見町今一色
- 二見町西の一部

## 周辺
- 伊勢市立二見浦保育園
- 伊勢市立二見公民館
- 伊勢市立二見体育館
- 二見郵便局

## 交通アクセス
- JR東海 参宮線 二見浦駅から徒歩約5分
- 三重交通バス 「二見浦表参道」停留所から徒歩約4分